# Круза, Давид
Давид Круза (латыш. Dāvids Krūza; 1868—1942) — латвийский общественный деятель, революционер.

## Биография
Родился близ Митавы. Из крестьян. Участник революции 1905 года.
Позже занимался сельскохозяйственными работами в Залениекской волости в Латвии.
После ввода советских войск в Латвию в 1940 году избран депутатом Народного Сейма Латвии. Будучи старейшим по возрасту депутатом (72 года), 21 июля 1940 года открывал первое заседание Народного Сейма Латвии.
Умер в 1942 году.